# Astragalus saccatocarpus
Astragalus saccatocarpus är en ärtväxtart som beskrevs av Kun Tsun Fu. Astragalus saccatocarpus ingår i släktet vedlar, och familjen ärtväxter. Inga underarter finns listade i Catalogue of Life.